# Liao Taizu
Dans ce nom chinois, le nom de famille, Liao, précède le nom personnel.
Yelü Abaoji (872-926) de la dynastie Liao est le premier empereur de l'empire du Khitan (27 février 907-926).
De 907 à 926, le chef Abaoji (A-pao-ki) parvient à unifier les khitan et fonde la dynastie Liao. En 924, il chasse les Kirghizes de Haute-Mongolie.
Abaoji meurt au cours d’une offensive contre l’empire toungouse des  Bohai en 926. À la suite de cette campagne, les djürchet des forêts de l'Oussouri, apparentés aux Mandchous, se soumettent aux Khitan qui étendent alors leur empire jusqu’à la frontière de la Corée.
La veuve d'Abaoji accède au pouvoir. Elle favorise l'élection par les nobles de son fils puîné, Yelü Deguang (Ye-liu Tö-kouang). Souveraine rusée et cruelle, elle condamne à mort ses adversaires en leur disant qu'elle les envoie en ambassade chez son mari défunt.